# 天主教奇金基拉教區
天主教奇金基拉教區（拉丁語：Dioecesis Chiquinquirensis）是哥倫比亞一個羅馬天主教教區，屬通哈總教區。
教區成立於1977年4月26日，位於博亞卡省西北部。2006年有教友367,000人（佔轄區總人口93.6%）、卅九個堂區、八十名司鐸。現任教區主教為類思·斐理伯·桑切斯·阿龐特。